# Mészáros Sándor László
Bodóbaári és nagylucsei Mészáros Sándor László (Arad, 1889. április 19. – Budapest, 1972. szeptember 13.) színész, Iványi Irén színésznő férje.

## Életútja
Mészáros Lajos (1857–1926) színész, a Nemzeti Színház könyvtárosa és Bertódi Anna fia. Budapesten végezte középiskoláit, majd az Országos Színművészeti Akadémia elvégzése után Tóth Imre igazgató a Nemzeti Színházhoz szerződtette. Mint tartalékos hadnagy vonult be az első világháborúban és több kitüntetést szerzett. Közben orosz hadifogságba esett, Krasznojarszkban megalapította a Tiszti Színházat, amely egyike volt a legnagyobb orosz fogolyszínházaknak. Hazatérése után otthagyta a színpadot és a Nemzeti Színház igazgatósági titkára lett. Később Vallás- és Közoktatásügyi Minisztériumnál volt színházi előadója, majd 1942–43-ban az Országos Színészegyesület miniszteri biztosa, 1944–45-ben pedig annak elnöke volt. 1945 és 1951 között a Színművészeti Akadémia főtitkára volt, 1957 után a Színháztudományi Intézetnél dolgozott.
Több verse és novellája jelent meg, az Országos Kamaraszínház mutatta be három egyfelvonásosát nagy sikerrel, Titkok gyűjtőcímmel.

## Könyvei
- A Nemzeti Színház és Kamaraszínházának zsebkönyvei (szerk. 1930–31)
- Ódry Árpád (adattár, 1957)
- Gyenes László (adattár, 1976)